# Maria Luisa Zeri
Maria Luisa Zeri (Ivrea, 19 dicembre 1928 – Ivrea, 26 settembre 2015) è stata un soprano italiano.

## Biografia
Nata a Ivrea il 19 dicembre 1928 si trasferisce a Prato in seguito all'incontro con Luciano Bettarini, che sposerà. Nella collaborazione con il maestro trova l'elemento essenziale della sua attività artistica, quello che attiene al repertorio liederistico di Luciano Bettarini.
Durante i molti concerti, accompagnata dall'autore, ha interpretato più di cento composizioni bettariniane su testi di Giovanni Pascoli.

## Parti di Soprano
- Teatro Massimo di Palermo - Il matrimonio segreto, di Cimarosa (1955)
- Angelicum di Milano - La morte di San Giuseppe, oratorio di Pergolesi (1955)
- RAI Concerto operistico - (1955)
- RAI - L'opera dei mendicanti, di Britten (1956)
- Teatro delle Arti di Roma - Il matrimonio segreto, di Cimarosa (1956) - L'ELISIR D'AMORE, di Donizetti (1956)
- Angelicum di Milano - Le serve rivali, di Traetta (1956)
- TV - I due timidi, di Rota (1957)
- Teatro Massimo Bellini di Catania - L'occasione fa il ladro, di Rossini (1958) - Il combattimento di Tancredi e Clorinda, di Monteverdi (‘58)
- RAI Concerto operistico - (1958)
- Teatro delle Novità di Bergamo - Il ritorno, di Bettarini (1958)
- Festival dei Due Mondi di Spoleto - La parrucca dell'imperatore, di Mario Peragallo (1959)
- RAI - Una notte in paradiso, di Bucchi - Premio Italia 1959)
- Festival dei Due Mondi di Spoleto - La Boheme, di Giacomo Puccini (1960)
- RAI Concerto operistico	(1960)
- Radio City Music Hall di New York: SHOW in italiano e inglese (120 recite, 1961)
- RAI - La morte di San Giuseppe, oratorio di Pergolesi (1961)

## Parti di attrice e cantante
- Teatro Argentina di Roma - EGMONT, di Beethoven cantante-attrice Chiaretta (1955)
- RAI - MISTER SENTIMENTO, attrice (1957)
- RAI  - I PULCINELLA, attrice (1959)
- RAI  - PROLOGO E IL DOTTORE DI VETRO, cantante-attrice (1959)
- RAI  - I PROCESSI A BAUDELAIRE, attrice (1959)
- TV - GIALLO CLUB, qualcuno al telefono, cantante-attrice (1959)
- Teatro della Cometa di Roma - GLI INCONVENIENTI DI UN PRIMO LETTO, di Labiche (1959)
- TV - IL CODICE LEONARDI, attrice (1960)
- TV - MADAME DI TEBE, Operetta, cantante-attrice (1961)
- RAI  - SONATA PER TROMBONE E VIOLINO, di L. Bettarini, voce recitante (1959)
- Teatro della Cometa di Roma - I CAPRICCI DI MARIANNA, di De Musset
- RAI  - SOCRATE IMMAGINARIO, dell'Abate Galiani
- RAI  - ROSINA STORCHIO, Ricordo della cantante

## Concerti da Camera eseguiti presso enti ed istituzioni
- Salone della Stampa di Roma (1955) - Ambasciata Italiana presso la Santa Sede (1955)
- Sala Ricordi di Milano (1957) - Sala Borromini di Roma (1957-1959)
- Lyceum Romano (1956) - Salone della Stampa Estera di Roma (1955)
- Sala Alfano di Roma (1956) - A.G.I.M.U.S. di Roma (1956)
- Conservatorio di Firenze (1958) - Teatro Giacosa di Ivrea (1961) Aula Magna Università di Bologna (1957)
- Associazione amici della musica di Perugia (1960)
- Accademia Filarmonica Romana (1958) - Accademia di S.Cecilia di Roma (1957)
- Conservatorio di Ginevra (1958
- Salone Comunale di Prato (1958)